# Cantoria de Donatello

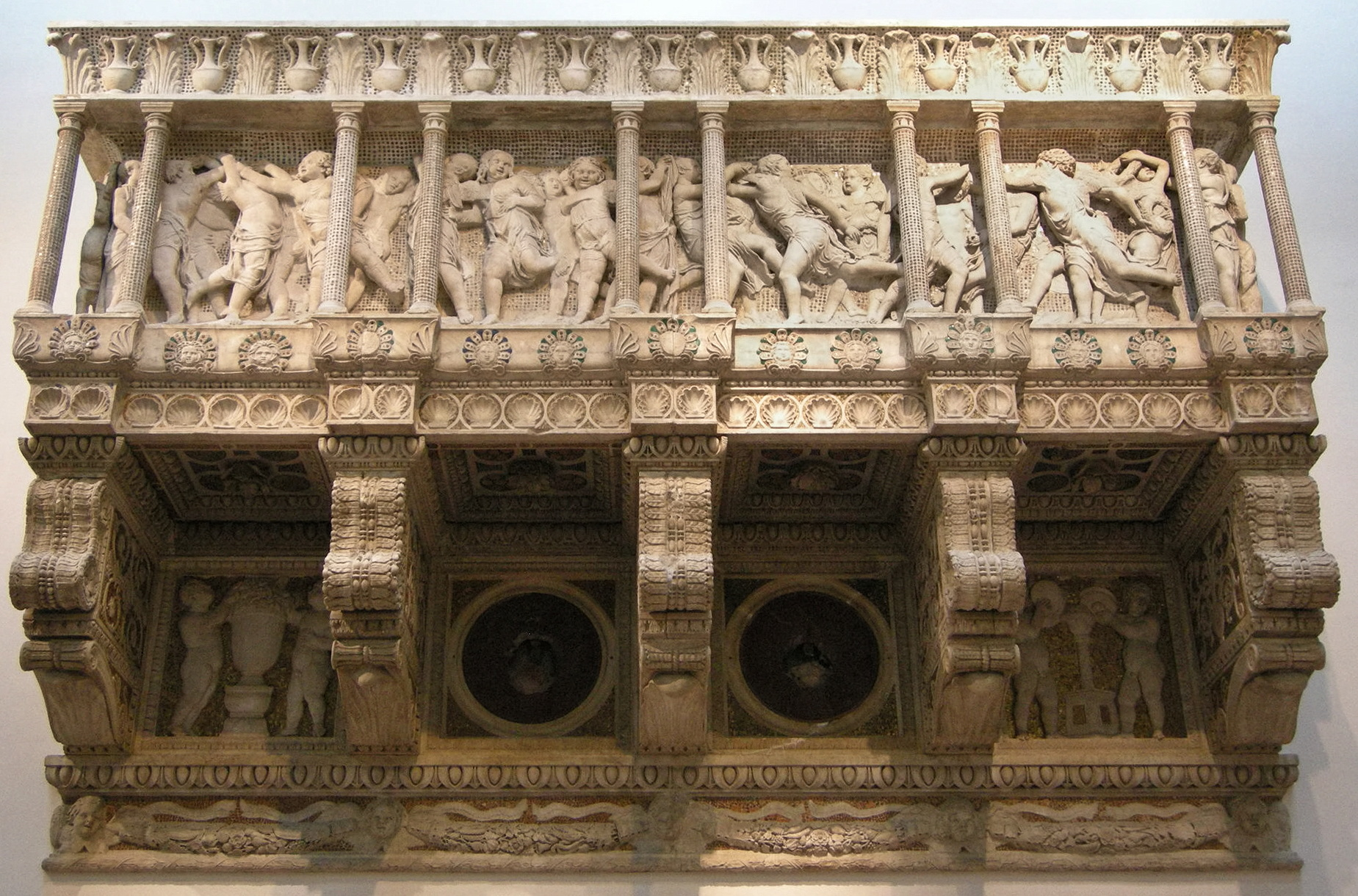
Cantoria de Donatello
(dimensions : 348 x 570 x 98 cm).

La Cantoria de Donatello est un chef-d'œuvre du début de la Renaissance florentine sculpté par Donatello entre 1433 et 1439pour la cathédrale Santa Maria del Fiore de Florence et conservé aujourd'hui au Museo dell'Opera del Duomo de Florence (en face de la Cantoria de Luca della Robbia).

## Description et style
Dans cette cantoria, Donatello se distingue de son confrère Luca Della Robia en traitant le sujet à l'antique. Il imagine une frise en continu qui passe derrière des colonnes en s'inspirant des tombeaux romains sur lesquels on trouvait des scènes animées en façade. Il abandonne l'esthétique apprêtée du Moyen Âge en traitant la scène de façon dynamique. Il s'inspire des scènes de bacchanales et de batailles qu'il a pu voir sur des bas-reliefs antiques à Rome. 
Donatello ne choisit pas de représenter une image de la Bible mais des putti qui dansent. On s'éloigne donc de l'iconographie médiévale.